# Waginger See
Waginger See  (vroeger: Tachensee) is een meer in de Duitse deelstaat Beieren met een oppervlakte van 6,61 km². De Waginger See is verbonden met de Tachinger See; de totale oppervlakte is 9 km².
Het meer ligt in een gemeentevrij gebied, in het district Traunstein.
Grotere plaatsen in de buurt zijn Waging am See, Taching am See en Petting.